# Matías de Aróstegui Garamendi
Matías de Aróstegui Garamendi (Ochandiano, 23 de febrero de 1853 – San Lorenzo de El Escorial, 31 de enero de 1887) fue un compositor y maestro de capilla español.

## Vida
Matías de Aróstegui Garamendi nació en Ochandiano, en la provincia de Vizcaya, el 23 de febrero de 1853, hijo de Agustín de Aróstegui, organista de la iglesia parroquial de Santa Marina, y de Polonia Garamendi. Fue el hermano mayor de los tres hijos de Agustín y Polonia, todos ellos dedicados a la música. Manuel Aróstegui (1854-1903), también fraile agustino, compositor y maestro de capilla del Real Monasterio de San Lorenzo del Escorial tras el fallecimiento de su hermano (1887-1896); Marcelino Aróstegui (1856-1910) también se dedicó a la música como profesor en el colegio de los agustinos de Santa María de la Vid, en la provincia de Burgos. Todos ellos se formaron musicalmente en un principio con su padre, aprendiendo solfeo, órgano y piano.
Con nueve años Matías de Aróstegui ya tocaba el órgano con soltura y sustituía a su padre en el órgano parroquial durante sus ausencias. A los quince ganó por unanimidad la organistía de Algorta, un barrio de Guecho en Vizcaya, pero no pudo concedérsele por su poca edad.
A comienzos 1871 ingresó en el monasterio de Santa María de La Vid y Barrios y profesó el 22 de enero de 1872. A continuación realizó sus estudios eclesiásticos y la vez que estudiaba piano. De 1879 a 1885 ejerció de organista y maestro de capilla del monasterio, además de ser vicerrector del colegio.
En 1885 se trasladó al Real Colegio de Alfonso XII en San Lorenzo de El Escorial, donde ejerció de profesor de música. Además fue nombrado organista y maestro de capilla del Real Monasterio de El Escorial. Allí trabó amistad con el famoso pianista Juan Miralles.
Falleció con tan solo treinta y cuatro años, en San Lorenzo de El Escorial, el 1 de enero de 1887. Para ejercer la sucesión en el cargo se llamó al hermano, Manuel Aróstegui Garamendi, que regresó desde las Filipinas.

## Obra
Se conservan algunas obras de Matías de Aróstegui, sobre todo música religiosa.
- Salve, a tres voces y orquesta, con otras varias y órgano.
- Varias Letanías, a orquesta y sin ella.
- Himnos compuestos con diversos motivos, a orquesta y sin ella, uno de ellos dedicado a León XIII.
- Flores para el mes de María, a voces y orquesta.
- Gozos para la Novena del Patrocinio, dedicado a la Virgen del Patrocinio que se celebra en la Basílica de El Escorial.
- Juego de Versos para el oficio litúrgico de Vísperas (incompleto).
- Miserere, a tres voces y orquesta.
- dos o tres Motetes, a dúo.
- Misa, a tres voces y orquesta (incompleta).
- Plegaria, para cuarteto de cuerda.
- uno o dos Ofertorios.

De música secular se conserva una sinfonía para orquesta titulada Ecos de la Vid, estrenada el día de San Agustin de 1884.